# Трактат о реликвиях

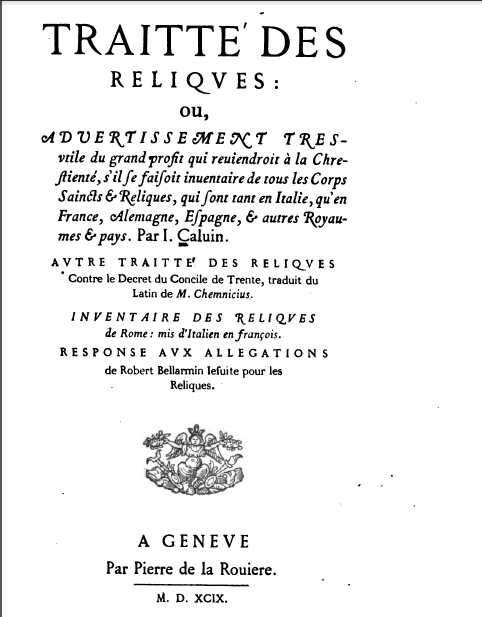
Traitté des reliques

Тракта́т о моща́х или Тракта́т о рели́квиях (фр. Traitté des reliques) — богословское сочинение Жана Кальвина, написанное в 1543 году на французском языке и посвященное подлинности многих христианских реликвий, включая как мощи, так и контактные реликвии, находящихся в храмах и монастырях Западной церкви; в данном сочинении Кальвин подвергает жесткой критике как подлинность самих реликвий, так и выдвигает идею полного отказа от поклонения реликвиям. Сочинение издано в Женеве и с года издания попало в индекс запрещенных книг.
Полное название сочинения: фр. «Traitté  des reliques: ou, advertissement tres-utile 
du grand profit qui reviendrait a la chrestiente s'il se faisait inventaire de tous les corps saincts & reliques qui sont tant en Italie qu'en France, Alemagne, Espagne & autres royaumes & pays» — «Трактат о реликвиях или предупреждение весьма полезное о великой пользе, могущей произойти для христианства, если бы оно составило перечень всем святым мощам и реликвиям, находящимся как в Италии, так и во Франции, Германии, Испании и других королевствах и странах»

## Предыстория
Со времен раннего христианства поклонением и почитанием пользовались предметы, связанные с именами христианских святых. В число их входили не только остатки от тел святых: кости, черепа, кожа, волосы и т. п.; но и предметы, которыми святые пользовались в своей жизни (контактные реликвии): одежда, головные уборы, пояса, обувь и т. п. Одновременно с подлинными вещами, связанными с именами святых, в христианстве было создано и хранилось в храмах и монастырях многочисленные фальсифицированные реликвии: как сами тела святых, так и предметы, связанные с их именами. Реликвиями, в том числе поддельными, бойко торговали как на Западе, так и на Востоке. Богатые правители, храмы и монастыри с удовольствием покупали реликвии у торговцев или принимали в дар от правителей. Особенно усилился поток продаваемых реликвий на Запад после Крестовых походов. Поместные соборы неоднократно высказывались против торговли поддельными реликвиями, но эти меры мало помогали. Реликвии продолжали подделывать, подделки продавали и активно покупали; после чего сфальсифицированные реликвии богато украшались золотом, серебром, драгоценными камнями; а затем выставлялись в храмах и монастырях и становились объектами паломнических путешествий и массовых поклонений верующих, которые считали их подлинными реликвиями. На протяжении 1500 лет число реликвий в христианских церквах стало огромным, а отличить подлинные от фальсификатов практически не было никакой возможности, поскольку и те, и другие находились в храмах на протяжении веков и являлись объектами для поклонения.
Наиболее яркое и известное критическое осмысление истории и практики почитания мощей было изложено в начале XII века в написанном Гвибертом Ножанским богословско-дидактическом сочинении «О святых и их поручительстве» (лат. «De sanctis et pigneribus eorum»). Поводом для этого стал спор о мощах в монастыре Сен-Медар в Суасоне. Монахи утверждали, что в обители хранится молочный зуб Спасителя; в ответ Гвиберт Ножанский объяснял, почему воскресший во плоти и вознесшийся на небеса Спаситель не мог оставить на земле даже малую частицу Своего Тела, ни пуповину, ни крайнюю плоть; однако в средние века нередко данные предметы были объектами почитания. Гвиберт называет несколько примеров фальшивых святынь, в том числе череп Иоанна Предтечи, на наличие которого одновременно претендовали Анже и Константинополь. Несколько глав сочинения Гвиберта посвящено перечислению реликвий, которые автор считает несомненно фальшивыми. Сочинение Гвиберта было рукописным и не получило широкого распространения. Есть предположение, что Кальвин был знаком с данным сочинением.

## Содержание

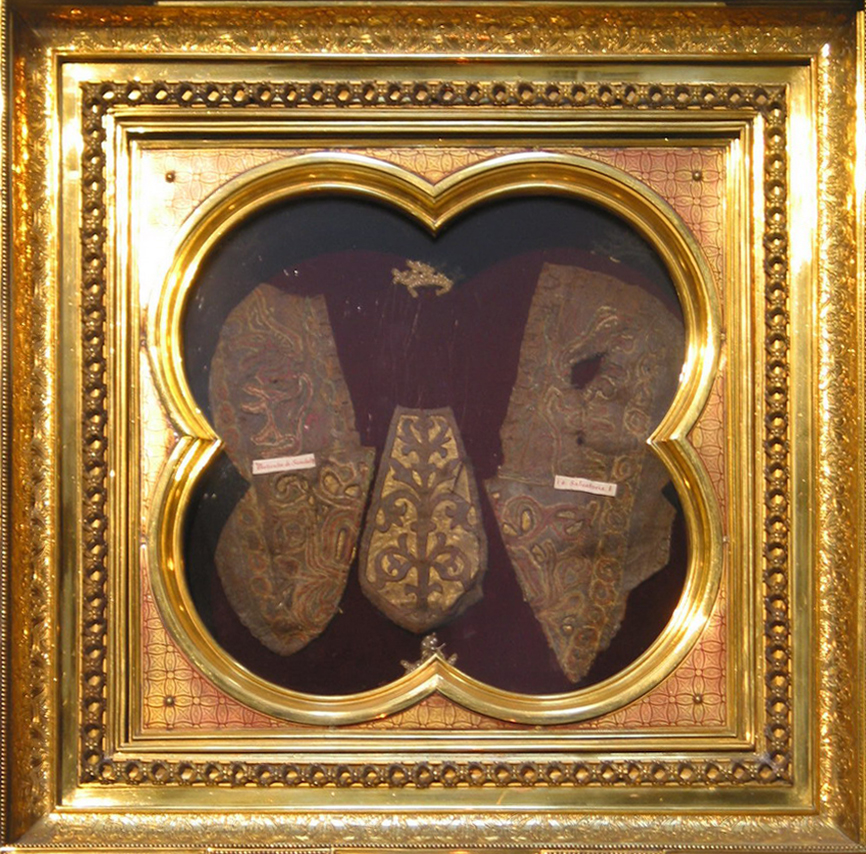
Сандалии Иисуса, находящиеся в Прюме.

В своём сочинении Кальвин пользуется достаточно обширными, но далеко не полными сведениями о реликвиях христиан. Он упоминает о пяти городах Германии, трёх Испании, 15 Италии и 30—40 городах Франции.
В начале сочинения Кальвин говорит о том, что ещё во времена Августина существовали поддельные мощи и осуществлялась торговля ими. С течением времени, на протяжении тысячелетия, эта тенденция только усилилась, и к моменту написания Кальвином данной работы с почитанием мощей наблюдается весьма неприглядная картина. Одной из основных идей трактата является мысль о том, что поклонение мощам неизбежно ведет к суеверию и идолопоклонству; вместо почитания Иисуса Христа, углубленного изучения Евангелия
и подражания жизни Спасителя и святых люди начинают всё своё главное внимание уделять реликвиям.
В своём труде Кальвин достаточно подробно перечисляет с адресами, известные ему, многочисленные фальсифицированные христианские реликвии, которые хранятся в храмах и монастырях и служат объектами массовых поклонений, празднований в Католической церкви.
Начинает Кальвин свой обзор с реликвий, связанных с Иисусом Христом, такими реликвиями являлись обрезанная часть крайней плоти Иисуса Христа, которая непонятно как сохранилась и почему-то была в двух экземплярах: одна в Аббатстве Шарру, в Пуату; а другая в Латеранском соборе, в Риме. Далее рассказывает, что во многих храмах и монастырях хранится кровь Иисуса, где по несколько капель, а где и целая чаша — в Риме. По легенде, эту кровь Никодим собрал в перчатку, когда присутствовал при распятии. Кроме того, имеются по крайней мере две плащаницы в разных городах, в которую был положен мёртвый Иисус; ясли, в которые Христа положили после рождения; колонна из Храма Соломона, на которую опирался Иисус, когда был в Иерусалимском храме. В храмах разных городов Испании, Франции, Италии для поклонения были выставлены сосуды из Канны, в которых Христос претворил воду в вино, сосуды были разных форм и размеров. В Орлеане паломникам даже с ложечки дают вино, которое сделал из воды Христос в Кане Галилейской, при этом уверяют, что вино в чаше никогда не уменьшается. В Латеранском соборе, в Риме, показывают стол, на котором Христос совершал Тайную Вечерю, второй, такой же стол — в Испании. В Австрийском Трире — нож, которым Христос резал пасхального агнца. Имеется и чаша, из которой причащал Христос учеников на Тайной Вечере, в двух экземплярах, в разных местах; блюдо, на котором лежал Пасхальный агнец, в трёх экземплярах: в Риме, Генуе и Арле; полотенце, которым Христос вытирал ноги апостолов на Тайной Вечере, в двух экземплярах: в Италии и Германии; кусок хлеба, которым Христос насытил пять тысяч; одна из ветвей, с которой Христа встречали во время входа в Иерусалим; земля, на которой стоял Христос, когда воскресил Лазаря.
Согласно сочинениям историков Феодорита Кирского, Созомена, Сократа Схоластика, Крест Господень был разделён на две части. Но для общего поклонения он по-прежнему стоял целиком, в Иерусалиме. Во многих храмах и монастырях на Западе было огромное количество больших кусков дерева, которые выдавали за части креста Господня. Кальвин говорит о том, что их количество столь велико, что если их все собрать, то из частей можно сделать большой корабль. В Тулузе и в Риме показывали целые титла Креста Господня; Кальвин насчитал 14 гвоздей, которыми Христос был прибит ко Кресту вместо четырёх, которые находились в разных ему известных церквях Германии, Франции, Италии (древние историки: Руфин, Феодорит, Амвросий сообщают о том, что равноапостольная Елена использовала найденные ею гвозди для изготовления узды и царской короны). В разных церквях имелось четыре копья Лонгина. Частей тернового венца было столь велико, что если бы их собрали, то получилось бы более четырёх венцов. Они были: третья часть венца в Сент-Шапеле в Париже; три шипа в Римской церкви Св. Креста; много шипов в Римской церкви святого Евстафия; множество шипов в Сиене; один шип в Виченце; пять шипов — в Бурже; в Безансоне, в церкви Святого Иоанна — три; в Мон-Руаяле (фр. Mont-Royal (Sarreinsberg)) — три; в соборе Овьедо в Испании; в соборе Святого Иакова в Галисии — два; в Альби — три; в Тулузе; Маконе; в Шарру (Вьенна) (фр. Charroux (Vienne)) в Пуату; в базилике Нотр-Дам де Клери-Сент-Андре (фр. Basilique Notre-Dame de Cléry-Saint-André); Сен-Флур (Канталь); в Сен-Максимен-ла-Сент-Бом (фр. Saint-Maximin-la-Sainte-Baume) в Провансе; в l’abbaye de la Salle; в приходской церкви Святого Мартина в Нуайоне. Кроме того, объектами почитания были: риза Спасителя, полотенце, которым он вытирался — все эти реликвии были также в нескольких экземплярах, в разных местах; кусок рыбы, который ел Христос после воскресения; отпечаток ноги Христа на камне; слёзы Христа.
Большое распространение имел культ почитания волос и особенно молока Богородицы. Количество молока Девы Марии было столь велико в разных городах и странах Европы (оно хранилось в разных сосудах и было объектом поклонения), что если собрать его вместе, то, по ироническому мнению Кальвина, такое количество могла дать только корова. Объектами поклонения были рубашка очень больших размеров, два гребня, кольцо, тапочки — все эти вещи считали личными вещами Девы Марии. К реликвиям, связанных с именем Архангела Михаила, относились меч и щит очень небольших размеров, с помощью которых бесплотный Михаил победил бесплотного духа Дьявола. Во второй половине трактата Кальвин описывает реликвии святых Нового и Ветхого Завета. Здесь картина не менее удивительная. Частей черепа Иоанна Предтечи так много, что в итоге получалось, что Иоанн Креститель должен был быть многоголовым. Согласно древним историкам, тело Предтечи, а вернее, кости, язычники выкопали в IV веке и сожгли; согласно Руфину Аквилейскому удалось спасти лишь небольшую часть костей от тела; но для поклонения выставлен целый и невредимый указательный перст правой руки Иоанна, причем в шести экземплярах, в разных церквях. Ещё большие странности наблюдаются с мощами святых: целое тело одного и того же святого, например, праведного Лазаря в трёх экземплярах; Марии Магдалины, апостола Матфея, апостола Фомы, апостола Варфоломея в двух экземплярах. Помимо целых тел, ещё были объектами поклонения и отдельные части тел, тех же самых вышеназванных святых. Получалось, что у святых по два-три тела с руками и ногами, да ещё по несколько дополнительных конечностей. Кальвину совсем непонятно, откуда взялись мощи волхвов или вифлеемских младенцев, камни, которыми побили Стефана, ковчег Завета, сразу два жезла Аарона. Кальвин повествует о том, что между разными церквями возникали споры и даже судебные тяжбы о подлинности мощей, поскольку обе церкви имели мощи одного и того же святого, и каждая доказывала, что у неё подлинные; но такие споры ни к чему не приводили, поскольку ни одна из сторон не могла ничем подтвердить подлинность хранящихся у неё мощей.
Все без исключения реликвии Кальвин называет хламом, мусором; а поклонение им суеверием и идолопоклонством. Язык сочинения изобилует сатирическими насмешками над реликвиями, острыми и порой жесткими метафорами, порой глумлением над почитанием реликвий.
В конце своего сочинения Кальвин делает вывод и предостережение для читателей:
Так обстоит дело с реликвиями; тут всё так туманно и запутанно, что нельзя было бы почитать кости того или иного мученика без того, чтобы не рисковать поклониться костям какого-либо разбойника или грабителя, или, скорее того, осла, или лошади, или собаки. 
Нельзя почитать кольцо Богородицы или её гребень, чтобы не рисковать поклониться украшениям какой-нибудь распутницы. Потому, кто пожелает, тот остерегается этой опасности, потому что никто отныне не будет вправе ссылаться на своё незнание.
Критика XX века полностью подтвердила наблюдения Кальвина над отдельными реликвиями. Литературные достоинства сочинения Кальвина, по мнению профессора Н. И. Радцига, весьма значительны: ясная и выразительная речь, простота, остроумие,
логическая последовательность, выдержанность плана.
Однако заявление Кальвина в сочинении «Трактат о реликвиях», что из многочисленных частей Креста можно было бы построить грузовой корабль, было раскритиковано: исследователь конца XIX века Шарль Роо де Флери в сочинении «Память об орудиях страстей Христовых» (фр. «Mémoire sur les instruments de la passion de la N.-S. J.-C.») сообщает, что суммарный вес всех документально зафиксированных фрагментов Креста составляет всего около трети объёма от Креста.

## Издания и значение сочинения
Издание этого сочинения стало одним из этапов Реформации. В XVI веке книга имела огромный успех, широкое распространение и была многократно издана на французском, латинском, немецком, английском (с сокращениями) и голландском языках. Она нанесла ощутимый удар по культу мощей, в результате чего протестанты полностью отказались от почитания мощей. Кальвинисты убрали из своих храмов и иконы, лютеране допускают наличие изображений святых, но у них иконы не являются объектами почитания. С 1544 по 1611 год на французском книга была издана 10 раз, на латыни с 1552 по 1667 год книга издавалась 5 раз.
В XIX веке книга была вновь издана 4 раза, в том числе в оригинале и на английском (с теми же сокращениями). На русский книга не переводилась. Используя книгу Кальвина и пользуясь иными источниками, в 1821-22 годах Коллен де Планси издал в трёх томах книгу: фр. «Dictionnaire critique des reliques et des images miraculeuses»
(«Критический словарь реликвий и чудотворных образов»).
В данном сочинении в алфавитном порядки помещены святые. В каждой словарной статье, посвященной тому или иному святому, рассказывается сколько тел (2-3-4) имеется в различных храмах. В статьях «Иисус Христос» и «Мария Дева» перечислены реликвии, находящиеся в различных монастырях и храмах и связанные с именами Христа и Богородицы (кроме вышеперечисленных, волосы, пуповина Христа; волосы и ногти Девы Марии и т. п.).